# خیابان کامل

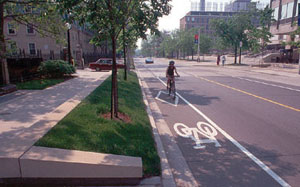
مسیر مخصوص دوچرخه در تورنتو.

در برنامه ریزی شهری و مهندسی ترافیک، خیابان کامل به راه‌های ارتباطی گفته می‌شود که به منظور ایجاد دسترسی امن، جذاب و راحت برای تمام کاربران اعم از عابر پیاده، دوچرخه سواران، خودروها و وسائل حمل و نقل عمومی طراحی و مورد استفاده قرار گرفته باشند. در ایالات متحده آمریکا، سیاست‌های رسمی که به تشویق یا الزام این شرایط بپردازند «سیاست‌های خیابان کامل» خوانده می‌شوند.

## نظر متخصصین
موافقان این سیاست‌ها عقیده دارند که پیروی از این خط مشی‌ها منافع زیر را در بر دارد:
- بهبود امنیت
- کاهش هزینه‌های حمل و نقل
- ارائه راه حل‌های جایگزین برای خودروهای شخصی
- تشویق کاربران به حفظ سلامت از طریق پیاده‌روی و دوچرخه سواری
- ایجاد حس مکان
- بهبود کارکردهای اجتماعی
- بالابردن ارزش املاک مجاور

در مقابل مخالفان زیرساخت‌های خودرو محور را به عنوان گزینه مناسب تری برای هزینه کردن منابع عمومی معرفی می‌کنند و عقیده دارند که تشویق عمومی به جایگزینی خودرو شخصی باعث محدود شدن آزادی‌های شخصی می‌شود.

## اجزاء یک خیابان کامل
اتحادیه ملی خیابان‌های کامل خیابان‌هایی که به منظور امنیت تمام کاربران و نه فقط سرنشینان خودروهای شخصی طراحی شده‌اند را به عنوان یک خیابان کامل معرفی می‌کند. اجزاء طراحی این خیابان‌ها بسته به مکان متفاوت است اما مشترکاً شامل موارد زیر می‌باشد:
- زیرساخت پیاده: مثل پیاده رو، خط عابر پیاده شامل جزیره‌های میانی عابر پیاده و خطوط برجسته عابر پیاده، علائم مشخص عابر پیاده مثل تابلوهای مخصوص و علائم صوتی برای کاربران نابینا
- آرام سازی ترافیک: روش‌هایی برای کاهش سرعت خودروهای عبوری
- دوچرخه: پیش‌بینی مسیر مخصوص دوچرخه یا شانه‌های عریض
- حمل و نقل عمومی: مثل مسیر مخصوص عبور اتوبوس